# Lophothericles shabani
Lophothericles shabani är en insektsart som beskrevs av Marius Descamps 1977. Lophothericles shabani ingår i släktet Lophothericles och familjen Thericleidae. Inga underarter finns listade i Catalogue of Life.